# 朝倉由舞
朝倉 由舞（あさくら ゆま、1993年12月11日 - ）は、日本のグラビアアイドル。
東京都出身。元ライジングプロダクション所属。ミスマガジン2011でミスヤングマガジン受賞。

## 略歴
東京都生まれで、オーストラリア育ち。
2011年7月にミスマガジン2011のミスヤングマガジンに選出される。

## 出演

### テレビ
- PON!（日本テレビ系、2011年7月7日） - お手を拝借!手相でスッPON[2]
- 開運音楽堂（TBS、2014年1月11日） - 成人の日スペシャルのゲスト

### テレビドラマ
- もっと熱いぞ!猫ヶ谷!!（名古屋テレビ放送、2011年10月 - 12月） - 山本ゼタ久美子 役

### DVD
- ミスマガジン2011 朝倉由舞（2011年9月14日発売）[3]

### 雑誌
- 週刊ヤングマガジン 2011年7月18日号